# إي. إس. إس. رامان
إي. إس. إس. رامان (بالإنجليزية: E. S. S. Raman)‏ هو سياسي هندي، ولد في 1 يوليو 1954 في Podaturpet ‏ في الهند. نشط حزبياً في المؤتمر الوطني الهندي. وقد انتخب Member of the Tamil Nadu Legislative Assembly ‏.